# Полет 406 на „Саут Африкан Еъруейс“
Полет 406 на „Саут Африкан Еъруейс“ е редовен вътрешен пътнически полет от летище „Х. Ф. Вервурд“, Порт Елизабет, до международното летище „Ян Смътс“, Йоханесбург, Южна Африка, с планирани междинни кацания в Източен Лондон и Блумфонтейн, управляван от „Саут Африкан Еъруейс“. На 13 март 1967 г. самолетът „Викерс Вискаунт 818“, който изпълнява полета, се разбива в в морето при кацане на летище „Бен Шоман“, Източен Лондон, при което загиват всички 20 пътници и 5 членове на екипажа на борда на машината. Инцидентът става известен като „катастрофата с Рийдбок“.
Причината за катастрофата никога не е установена. Докладът за въздушния инцидент обаче предполага (без конкретни доказателства), че капитанът на самолета получава сърдечен удар по време на кацане и първият офицер не успява да поеме контрола над машината.
Катастрофата се случва в ерата на апартейда в Южна Африка. През 1967 г. правителството на Южна Африка е все по-агресивно в действията си срещу онези, които му се противопоставят. Двама души, известни с критиките си към правителството, са на борда на самолета – Йоханес Брувер и Одри Розентал. Йоханес Брувер е изпълняващ длъжността председател на влиятелната организация Братството на африканерите и се твърди, че е дълбоко разочарован от апартейда. Подобно на катастрофата при полет 295 на „Саут Африкан Еъруейс“ две десетилетия по-късно, все още има големи спорове относно крайната причина за тази самолетна катастрофа.